# Julio Baraibar
Julio Baraibar (Montevideo, 17 de octubre de 1945 - 13 de noviembre de 2022) fue un político uruguayo perteneciente al Frente Amplio, exministro de Trabajo y Seguridad Social del Uruguay. En 2010 fue designado como embajador itinerante ante los países escandinavos.

## Biografía
En su juventud fue militante del MLN-T.
Cuando el 1 de marzo del 2005 asume la Presidencia Tabaré Vázquez, Baraibar es designado Director Nacional de Trabajo en el ministerio encabezado por Eduardo Bonomi. En junio de 2009 renunció la ministra del Interior Daisy Tourné, el subsecretario de Trabajo Jorge Bruni ocupa la titularidad de dicha cartera, y por consiguiente Baraibar asume como subsecretario de Trabajo y Seguridad Social. 
En julio de 2009, Bonomi renunció a su cargo como ministro, para dedicarse a la campaña electoral de octubre de 2009 en respaldo a José Mujica. Por tanto, Baraibar asumió el ministerio, acompañado por Nelson Loustaunau como subsecretario. Continuaron con los lineamientos de la política de relaciones laborales seguido por el equipo de Eduardo Bonomi y Jorge Bruni, en particular el controvertido proyecto de ley de negociación colectiva.
A partir del 2010, en la Administración de José Mujica, Baraibar fue designado "Embajador Itinerante", en línea directa con el presidente de la República.
En agosto del 2011 fue encargado por Mujica para destrabar el conflicto con el sindicato de la Administración de Ferrocarriles del Estado (AFE) y agilizar la reforma de la empresa ferroviaria uruguaya.
Integró también la Dirección Nacional del Movimiento de Participación Popular.

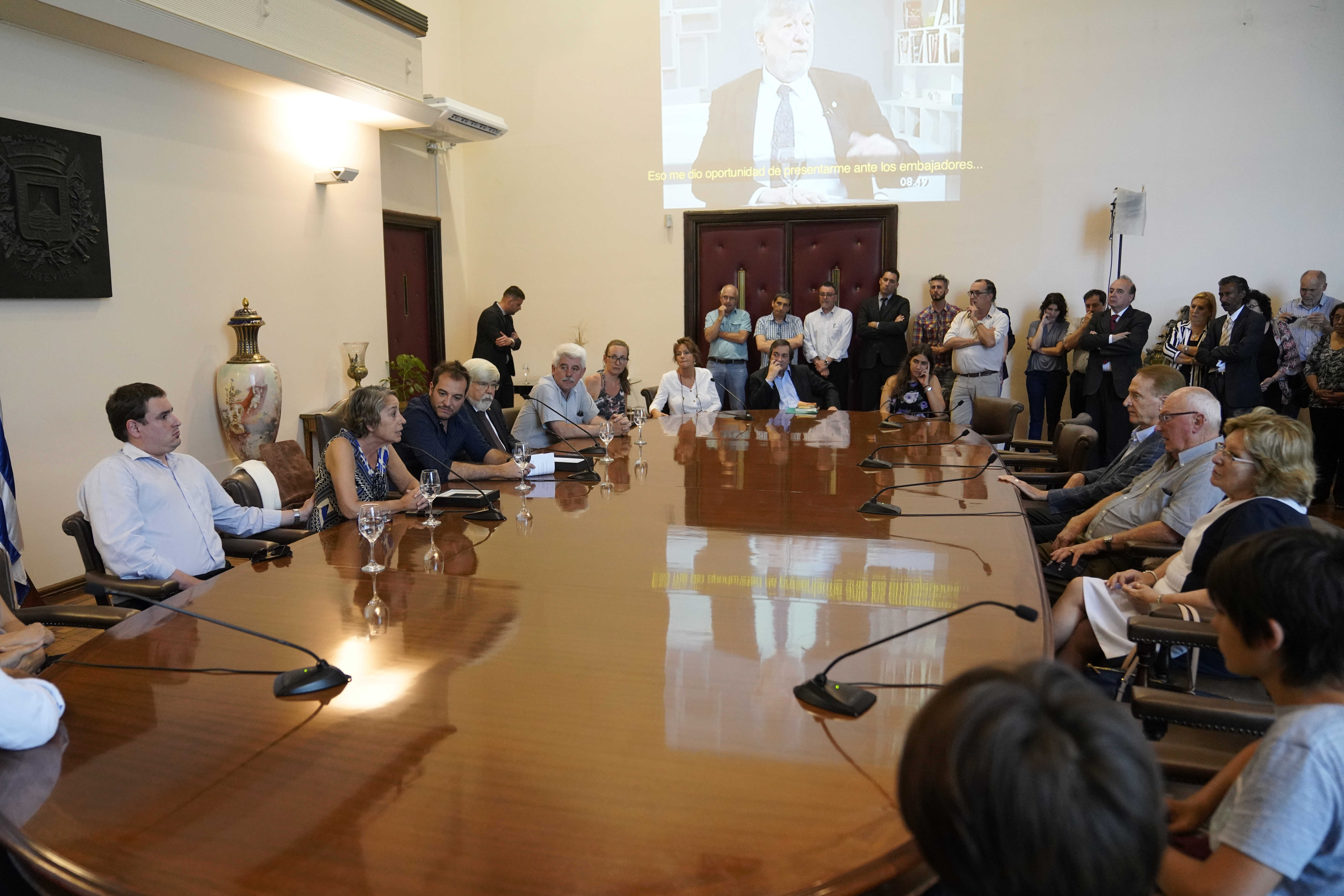
Declaración de Ciudadano Ilustre de Montevideo (2019)

En diciembre de 2019 fue declarado Ciudadano Ilustre por la Intendencia Departamental de Montevideo.